# Верхнее Корозеро
Верхнее Корозеро — пресноводное озеро на территории Амбарнского сельского поселения Лоухского района Республики Карелии.

## Общие сведения
Площадь озера — 9,9 км², площадь водосборного бассейна — 48,2 км². Располагается на высоте 114,7 метров над уровнем моря.
Форма озера лопастная, продолговатая: оно почти на восемь километров вытянуто с северо-запада на юго-восток. Берега изрезанные, каменисто-песчаные, местами заболоченные.
На западе из озера вытекает короткая протока, впадающая в Нижнее Корозеро, откуда уже вытекает водоток, впадающий в Топозеро.
По центру озера расположен один относительно крупный (по масштабам водоёма) остров без названия высотой 121 м.
Населённые пункты и автодороги вблизи водоёма отсутствуют.
Код объекта в государственном водном реестре — 02020000411102000000216.